# احدادين (سوق القلة)
احدادين هي إحدى مشيخات المملكة المغربية، تتبع جغرافيا لإقليم العرائش وإداريًا لسوق القلة. يقدر عدد سكانها بـ 2363 نسمة حسب الإحصاء الرسمي للسكان والسكنى لسنة 2004.